# Diana Martín (dibujante)
Diana Martín (Guadalajara, México, 1979) es una dibujante, grabadora y pintora mexicana.

## Biografía
Nació en Guadalajara, en el estado mexicano de Jalisco, en 1979. Tomó talleres, cursos y diplomados con maestros nacionales y extranjeros como Toni Guerra en composición e iconografía y Fumiko Ogura en tinta china y caligrafía. Su obra ha sido expuesta de manera individual y colectiva en galerías privadas y museos en Alemania, Estados Unidos, Cuba, Malasia y México. Ha colaborado como ilustradora de libros de la SEP, el diario Milenio Jalisco y la revista KY. Ha coordinado talleres infantiles en el marco de la Feria Internacional del Libro de Guadalajara. Actualmente prepara la muestra individual "Extraños Conocidos", a exponerse en la Galería Raúl Anguiano del Consulado General de México en Los Ángeles. En 2012 publicó el libro ilustrado Juan Peregrino no salva al mundo, en coautoría con el escritor Rafael Villegas.